# Adalbert Antonow
Adalbert Kandow Antonow (bulgarisch Адалберт Кандов Антонов; * 10. Dezember 1909 in Lashene, Oblast Plewen, Zarentum Bulgarien; † 4. Dezember 1942 in Sofia) war ein bulgarischer kommunistischer Aktivist. Er nutzte auch das Pseudonym Maltschika (Малчика).

## Leben
Antonow wurde in Lashene (Лъжене) in der Gemeinde Lewski bei Plewen geboren und besuchte das Swischtschew-Gymnasium. Er begann 1929 ein Studium der Veterinärmedizin an der Universität Sofia, war Mitglied des der Bulgarischen Kommunistischen Partei (BKP) nahestehenden Studentenverbandes Balgarskijat obscht naroden studentski sajus (Българският общ народен студентски съюз, БОНСС; Transliteration: BONSS) und wurde wegen politischer Aktivitäten von der Universität verwiesen. 1934 und von 1935 bis 1937 befand er sich in Haft. Im Jahr 1941 wurde er Sekretär des bulgarischen Arbeiterjugendverbandes Rabotnitscheski mladeshki sajus (Работнически младежки съюз, РМС; auch als „Remsista“ bezeichnet, Transliteration: RMS) und hatte eine zentrale Bedeutung für die Führung der kommunistischen Aktivitäten in Bulgarien. Er wurde in Abwesenheit zum Tode verurteilt. Im November 1942 wurde er erneut verhaftet und am 4. Dezember 1942 erschossen.

## Ehrungen
1950 wurde sein Heimatdorf nach seinem Aktivistenpseudonym in Maltschika benannt. Am 25. März 1951 wurde eine 1 Lew-„Antifaschisten“-Briefmarke herausgegeben, auf der er zusammen mit den RMS-Mitgliedern Jordanka Tschankowa (Йорданка Чанкова; 1911–1944), Alexander Dimitrow (Александър Димитров; 1909–1944) und Liljana Dimitrowa (Лиляна Димитрова; 1918–1944) abgebildet ist (Auflage: 150.000). In mehreren bulgarischen Städten sind Straßen nach ihm benannt, etwa in Sofia, Smoljan und Kubrat. Die 1977 von Maria Beltschewa in Sofia gegründete Schule trug bis 1991 den Namen 34 ESPU „Adalbert Antonow – Maltschika“ (34 ЕСПУ "Адалберт Антонов – Малчика"); seitdem heißt sie 34 OU „Stoju Schischkow“ (34 ОУ "Стою Шишков"), benannt nach dem Schriftsteller und Museumsgründer Stoju Schischkow (Стою Шишков; 1865–1937).

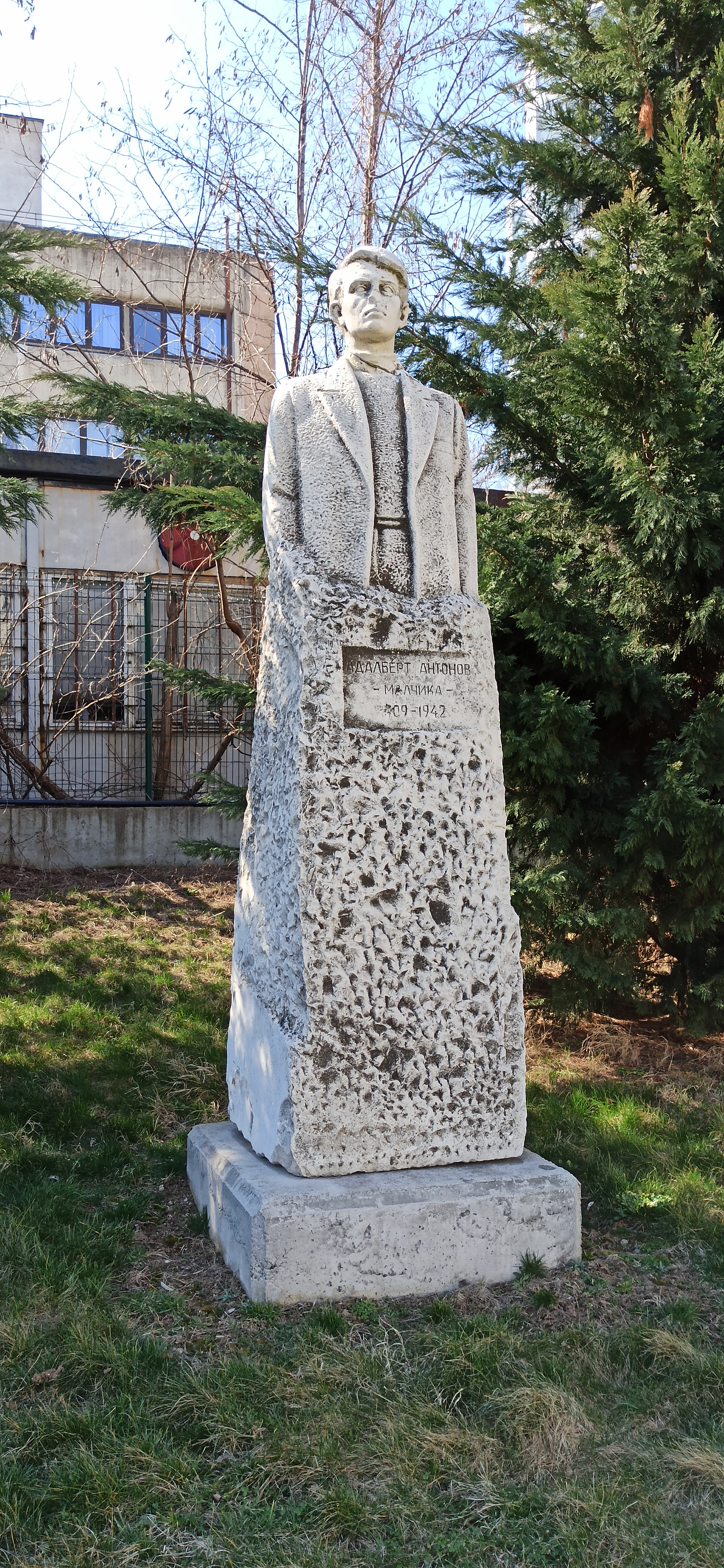
Denkmal für Adalbert Kandow Antonow